# جورج باستل
جورج باستل مواليد 1 أبريل 1975، هو لاعب كرة مضرب سويسري سابق بدأ مسيرته كمحترف سنة 1998 وكان يلعب باليد اليمنى. أعلى تصنيف له في الفردي كان المركز الـ 71 في سنة 2000.

## وصلات خارجية
- جورج باستل على موقع رابطة محترفي التنس (الإنجليزية)
- جورج باستل على موقع الاتحاد الدولي لكرة المضرب (الإنجليزية)
- جورج باستل على موقع كأس ديفيز (الإنجليزية)
- جورج باستل على موقع خلاصة التنس.كوم (الإنجليزية)
- جورج باستل على موقع إي إس بي إن.كوم (الإنجليزية)

- الموقع الرسمي